# Hypocoela uniformis
Hypocoela uniformis là một loài bướm đêm trong họ Geometridae.